# Loving You (filme)
Loving You é o segundo filme de Elvis Presley de 1957.
Um filme visivelmente inspirado na vida do próprio Elvis, chegou a ser conhecido como "The Elvis Presley Story". Em uma cena do filme, quando Elvis canta "Got a Lot of Loving To Do" em um teatro, a sua mãe aparece como figurante.

## Sinopse
Elvis Presley interpreta Deke Rivers, um homem de entrega que é descoberto pela jornalista Glenda Markle (Lizabeth Scott) e o músico country-western Tex Warner (Wendell Corey). Deke é um homem jovem e bonito, com um carro rápido e punhos ainda mais rápidos, mas o que realmente o distingue é a sua voz e carisma. Um dia o viram cantando e seu talento se espalha rapidamente ao longo da pequena cidade em que ele trabalha. Markle e Warner, acreditando em seu potencial, querem mostrar ao talento recém-chegado a fama e a fortuna.

## Elenco
- Elvis Presley: Jimmy Tompkins (Deke Rivers)
- Lizabeth Scott: Glenda Markle
- Wendell Corey: Walter "Tex" Warner
- Dolores Hart: Susan Jessup
- James Gleason: Carl Meade
- Ralph Dumke: Jim Tallman

## Ficha técnica adicional
- Estúdio: Paramount Pictures
- Lançamento: 9 de Julho de 1957

## Avaliações
- 4/5 ou 8/10